# Guiomar Novaes
Guiomar Novaes   (São João da Boa Vista, 28 de febrer de 1895 - São Paulo, 7 de març de 1979) va ser una pianista brasilera.

## Biografia
Guiomar Novaes va néixer el 28 de febrer de 1895 a São João da Boa Vista, a l'estat de São Paulo. Era la filla menor d'una família molt nombrosa. Va estudiar amb Antonietta Rudge Miller i Luigi Chiafarelli abans de ser acceptada com a alumna d'Isidor Philipp al Conservatori Nacional Superior de Música i de Dansa de París el 1909. Aquell any hi havia dues places en el Conservatori per a estudiants estrangers i 387 sol·licitants. Giomar Novaes va haver d'interpretar davant un jurat que incloïa a Gabriel Fauré, Claude Debussy i Moritz Moszkowski els "Grans Études de Paganini" en mi major de Franz Liszt, la "Belada núm. 3, Op. 47" de Frédéric Chopin i el "Carnestoltes" de Robert Schumann, obtenint la primera plaça. Debussy va escriure més tard una carta deixant constància de la seva sorpresa sobre la petita nena brasilera que va arribar a l'escenari i, oblidant-se del públic i el jurat, va interpretar amb enorme bellesa i completament absorta.
La seva tècnica i interpretació musical s'havien format quan va arribar a París. Una de las primeres peces que va interpretar per a Philipp va ser la sonata Les Adieux de Ludwig van Beethoven. Philipp li va dir que havia realitzat el segon moviment massa ràpid i que havia de repetir-lo més lentament. Novaes ho va repetir amb algunes diferències en alguns detalls, però en exactament al mateix ritme, fet que va succeir diverses vegades. Philipp finalment es va rendir, afirmant més tard, "Fins i tot a aquesta edat, tenia una mentalitat individualista".
A finals de 1910, Guiomar va realitzar el seu debut oficial amb l'Orquestra Chatelet, dirigida per Gabriel Pierné. També va interpretar obres sota la direcció d'Henry Wood, a Regne Unit i va iniciar una gira per Itàlia, Suïssa i Alemanya. Va tornar al seu Brasil natal amb l'inici de la Primera Guerra Mundial i va fer el seu debut als Estats Units el 1915 a l'Aeolian Hall de Nova York. El crític musical del New York Times Richard Aldricht la va batejar com "una música per la gràcia de Déu". Pitts Sanborn, del Boston Globe la va denominar "la jove geni del piano". Sobrenomenada "la Paderewska de les Pampes", va continuar actuant als Estats Units amb freqüència, principalment a la ciutat de Nova York.
El 1922 va contreure matrimoni amb Octávio Pinto, un enginyer civil que també era pianista i compositor, de qui va quedar vídua el 1950. Als Estats Units va tocar pel president Franklin Delano Roosevelt, recollit amb grans paraules per la premsa i va ser convidada per la Casa Reial Britànica per tocar davant la Reina Elisabet II en els actes d'inauguració del Queen Elizabeth Hall.
Va continuar la seva carrera musical fins a la dècada de 1970. La seva última aparició en un concert va tenir lloc en el Hunter College de Nova York el 1972. Guiomar Novaes va morir en la capital paulista el 1979.

## Reconeixements
Va rebre de mans del govern brasiler l'Orde del Mèrit i, del francès, el grau de Cavaller de la Legió d'Honor.
S'han enregistrat dos documentals que narren la vida de l'artista: Guiomar Novaes: depoimento e memória (Olívio Tavares de Araújo, 1978) i Infinitamente Guiomar Novaes (Norma Bengell, 2005).